# بیتس سیتی (میزوری)
بیتس سیتی (به انگلیسی: Bates City) یک شهر در ایالات متحده آمریکا است که در شهرستان لافایت، میزوری واقع شده‌است. بیتس سیتی ۲٫۹۰ کیلومتر مربع مساحت و ۲۱۹ نفر جمعیت دارد و ۲۶۲ متر بالاتر از سطح دریا واقع شده‌است.